# Molnár Endre (jószágigazgató)
Felapáti Molnár Endre (Érsemjén, 1778. december 7. – Nagyvárad, 1847. április 18.) jószágigazgató. 

## Élete
A debreceni református kollégiumban végezte felsőbb tanulmányait és 1804. augusztus 20-án báró Wenckheim J. meghívta uradalmába gazdatisztnek. Előbb írnok volt, később jószágigazgató lett. Sokat küzdött munkáiban a római katolikus vallás dicsőítésére, míg végül maga is áttért ezen hitre családjával és unokáival együtt. 

## Munkái
- Ujszövetség. Korunk reményihez alkalmazva. Pest. 1843.
- Egy protestans küzdelme és diadala a nagy ünnepély előestvéin. Jegyzékekkel és adatokkal ellátva. Pozsony, 1844. Online